# Coryphaenoides
Coryphaenoides is een geslacht van de familie van rattenstaarten (Macrouridae) en kent 65 soorten.

## Taxonomie
Het geslacht kent de volgende soorten:
- Coryphaenoides acrolepis (Bean, 1884)
- Coryphaenoides affinis (Günther, 1878)
- Coryphaenoides alateralis (Marshall & Iwamoto, 1973)
- Coryphaenoides altipinnis (Günther, 1877)
- Coryphaenoides anguliceps (Garman, 1899)
- Coryphaenoides ariommus (Gilbert & Thompson, 1916)
- Coryphaenoides armatus (Hector, 1875)
- Coryphaenoides asper (Günther, 1877)
- Coryphaenoides asprellus (Smith & Radcliffe, 1912)
- Coryphaenoides boops (Garman, 1899)
- Coryphaenoides brevibarbis (Goode & Bean, 1896)
- Coryphaenoides bucephalus (Garman, 1899)
- Coryphaenoides bulbiceps (Garman, 1899)
- Coryphaenoides camurus (Smith & Radcliffe, 1912)
- Coryphaenoides capito (Garman, 1899)
- Coryphaenoides carapinus (Goode & Bean, 1883)
- Coryphaenoides carminifer (Garman, 1899)
- Coryphaenoides castaneus (Shcherbachev & Iwamoto, 1995)
- Coryphaenoides cinereus (Gilbert, 1896)
- Coryphaenoides delsolari (Chirichigno F. & Iwamoto, 1977)
- Coryphaenoides dossenus (McMillan, 1999)
- Coryphaenoides dubius (Smith & Radcliffe, 1912)
- Coryphaenoides fernandezianus (Günther, 1887)
- Coryphaenoides ferrieri (Regan, 1913)
- Coryphaenoides filamentosus (Okamura, 1970)
- Coryphaenoides filicauda (Günther, 1878)
- Coryphaenoides filifer (Gilbert, 1896)
- Coryphaenoides grahami (Iwamoto & Shcherbachev, 1991)
- Coryphaenoides guentheri (Vaillant, 1888)
- Coryphaenoides gypsochilus (Iwamoto & McCosker, 2001)
- Coryphaenoides hextii (Alcock, 1890)
- Coryphaenoides hoskynii (Alcock, 1890)
- Coryphaenoides lecointei (Dollo, 1900)
- Coryphaenoides leptolepis (Günther, 1877)
- Coryphaenoides liocephalus (Günther, 1887)
- Coryphaenoides longicirrhus (Gilbert, 1905)
- Coryphaenoides longifilis (Günther, 1877)
- Coryphaenoides macrolophus (Alcock, 1889)
- Coryphaenoides marginatus (Steindachner & Döderlein, 1887)
- Coryphaenoides marshalli (Iwamoto, 1970)
- Coryphaenoides mcmillani (Iwamoto & Shcherbachev, 1991)
- Coryphaenoides mediterraneus (Giglioli, 1893)
- Coryphaenoides mexicanus (Parr, 1946)
- Coryphaenoides microps (Smith & Radcliffe, 1912)
- Coryphaenoides microstomus (McMillan, 1999)
- Coryphaenoides murrayi (Günther, 1878)
- Coryphaenoides myersi (Iwamoto & Sazonov, 1988)
- Coryphaenoides nasutus (Günther, 1877)
- Coryphaenoides oreinos (Iwamoto & Sazonov, 1988)
- Coryphaenoides orthogrammus (Smith & Radcliffe, 1912)
- Coryphaenoides paramarshalli (Merrett, 1983)
- Coryphaenoides profundicolus (Nybelin, 1957)
- Coryphaenoides rudis (Günther, 1878)
- Coryphaenoides rupestris (Gunnerus, 1765)[1] – Grenadier
- Coryphaenoides semiscaber (Gilbert & Hubbs, 1920)
- Coryphaenoides serrulatus (Günther, 1878)
- Coryphaenoides sibogae (Weber & de Beaufort, 1929)
- Coryphaenoides spinulosus (Gilbert & Burke, 1912)
- Coryphaenoides striaturus (Barnard, 1925)
- Coryphaenoides subserrulatus (Makushok, 1976)
- Coryphaenoides thelestomus (Maul, 1951)
- Coryphaenoides tydemani (Weber, 1913)
- Coryphaenoides woodmasoni (Alcock, 1890)
- Coryphaenoides yaquinae (Iwamoto & Stein, 1974)
- Coryphaenoides zaniophorus (Vaillant, 1888)

Albatrossia · Asthenomacrurus · Bathygadus · Cetonurichthys · Cetonurus · Coelorinchus · Coryphaenoides · Cynomacrurus · Echinomacrurus · Gadomus · Haplomacrourus · Hymenocephalus · Idiolophorhynchus · Kumba · Kuronezumia · Lepidorhynchus · Lucigadus · Macrosmia · Macrouroides · Macrourus · Malacocephalus · Mataeocephalus · Mesobius · Nezumia · Odontomacrurus · Pseudocetonurus · Pseudonezumia · Sphagemacrurus · Squalogadus · Trachonurus · Trachyrincus · Ventrifossa